# Carla Gomes

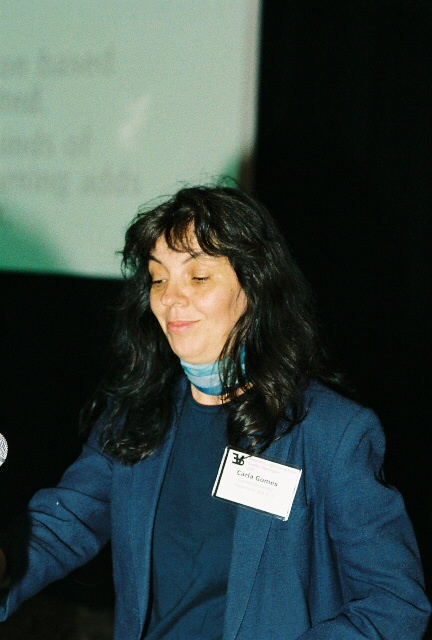
Carla Gomes

Carla Pedro Gomes ist eine portugiesisch-amerikanische Informatikerin und Professorin an der Cornell University. Sie ist die Gründungsdirektorin des Institute for Computational Sustainability und bekannt für ihre Pionierarbeit bei der Entwicklung von Berechnungsmethoden zur Bewältigung von Herausforderungen im Bereich der Nachhaltigkeit.
Sie hat in einer Vielzahl von Bereichen der künstlichen Intelligenz und der Informatik geforscht, darunter Constraint Reasoning, mathematische Optimierung und Randomisierungstechniken für exakte Suchmethoden, Algorithmenauswahl, Multiagentensysteme und Spieltheorie. Ihre Arbeit auf dem Gebiet der computergestützten Nachhaltigkeit umfasst den ökologischen Naturschutz, die Kartierung ländlicher Ressourcen und die Mustererkennung in der Materialwissenschaft und Werkstofftechnik.

## Studium
Carla Gomes erwarb 1987 einen Master in angewandter Mathematik an der Technischen Universität Lissabon und 1993 einen PhD in Informatik an der Universität Edinburgh.

## Karriere
Nach ihrer Promotion ging sie in die USA. Sie arbeitete fünf Jahre lang am Air Force Research Laboratory, bevor sie 1998 als wissenschaftliche Mitarbeiterin an die Cornell University kam. Von 2001 bis 2008 war sie Direktorin des Instituts für Intelligente Informationssysteme an der Cornell University. Seit 2003 ist sie außerordentliche Professorin in den Fachbereichen Informatik und Informationswissenschaften, Angewandte Wirtschaftswissenschaften und Management sowie Computerwissenschaften.
2008 erhielt Carla Gomes einen Zuschuss in Höhe von 10 Millionen Dollar von der National Science Foundation, um das Institute for Computational Sustainability zu gründen und Berechnungsmethoden für ökologische, wirtschaftliche und soziale Nachhaltigkeit zu entwickeln. Seit 2010 ist sie ordentliche Professorin in den Fachbereichen Informatik, Informationswissenschaft und der Dyson School of Economics and Management. Im Jahr 2011 war sie Gastwissenschaftlerin am Radcliffe Institute for Advanced Study.

### Auszeichnungen
Carla Gomes wurde 2007 zum Fellow der Association for the Advancement of Artificial Intelligence (AAAI) gewählt, "für bedeutende Beiträge zum Constraint Reasoning und zur Integration von Techniken der künstlichen Intelligenz, der Constraint-Programmierung und des Operations Research".
Im Jahr 2013 wurde sie zum Fellow der American Association for the Advancement of Science gewählt.
Zusammen mit Bart Selman und Henry Kautz erhielt sie 2016 den Classic Paper Award der AAAI für ihre Arbeit Boosting Combinatorial Search through Randomization aus dem Jahr 1998, in der sie „durch die Einführung von Randomisierung und Neustarts in vollständige Lösungsverfahren einen bedeutenden Beitrag zum Bereich des automatisierten Schlussfolgerns und des Lösens von Beschränkungen leisteten“.
Im Jahr 2017 wurde sie zum Fellow der Association for Computing Machinery (ACM) gewählt.

### Ausgewählte Veröffentlichung
- Carla P. Gomes: Computational Sustainability: Computational Methods for a Sustainable Environment, Economy, and Society. In: Bridge on Frontiers of Engineering. 39. Jahrgang, Nr. 4. National Academy of Engineering, 15. Dezember 2009 (nae.edu).